# Villás enyveskorallgomba
A viaszsárga nedűgomba (Calocera furcata) a Dacrymycetaceae családba tartozó, Eurázsiában honos, fenyők korhadó törzsén élő, nem ehető gombafaj. 

## Megjelenése
A villás enyveskorallgomba termőteste 0,5-1,5 (2,5) cm magas és 1-2 mm vastag, pálcikaszerű, villásan elágazó vagy agancs formájú, általában kissé hajlott. Színe sárga, halványsárga, narancssárga vagy okkersárga. Spóratermő rétege a felszínén található. Tönkrész nem különül el, a termőtest általában mélyen az aljzatba gyökerezik.  
Húsa puha, ruganyos, sárgás színű. Íze és szaga nem jellegzetes. 
Spórapora sárgás. Spórája hengeres, hajlott (kolbászszerű), sima, inamiloid, mérete 11-14 x 3,5-5 μm.

### Hasonló fajok
Az árszerű enyveskorallgomba lombos fák törzsén él. 

## Elterjedése és termőhelye
Eurázsiában honos. Magyarországon ritka.
Fenyők korhadó törzsén, tuskóján, ágain él, azok anyagában barnakorhadást okoz. Ősztől tavaszig terem.

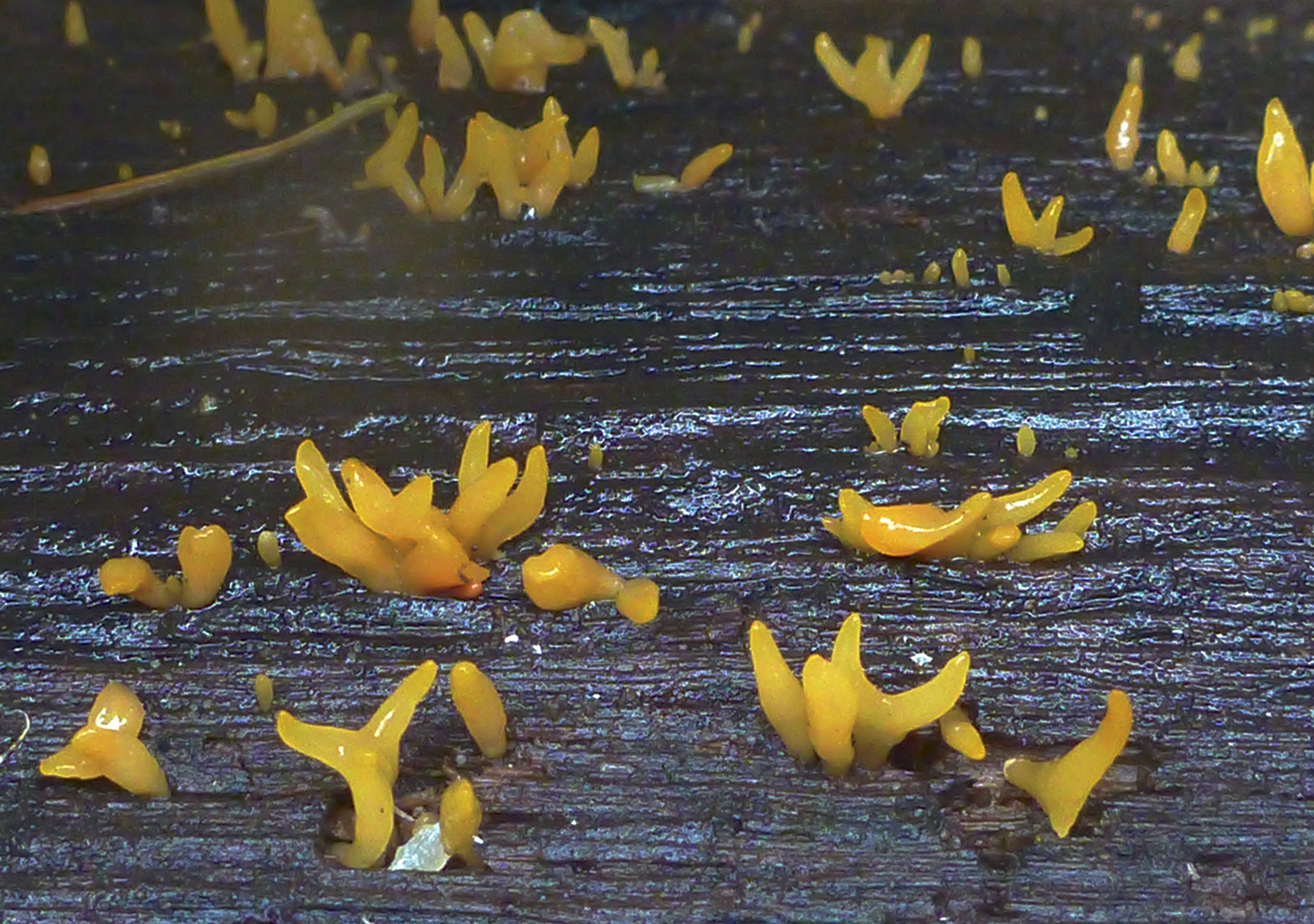
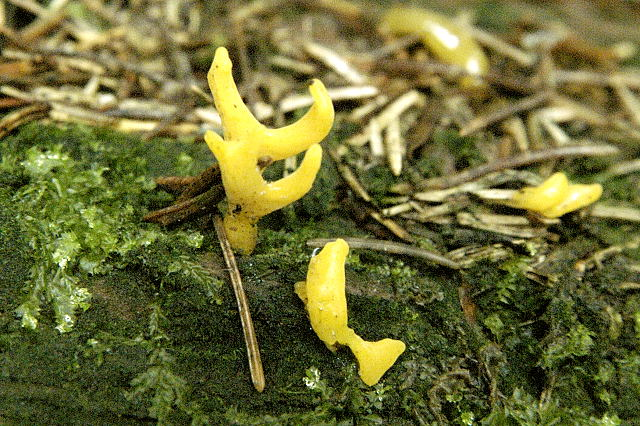
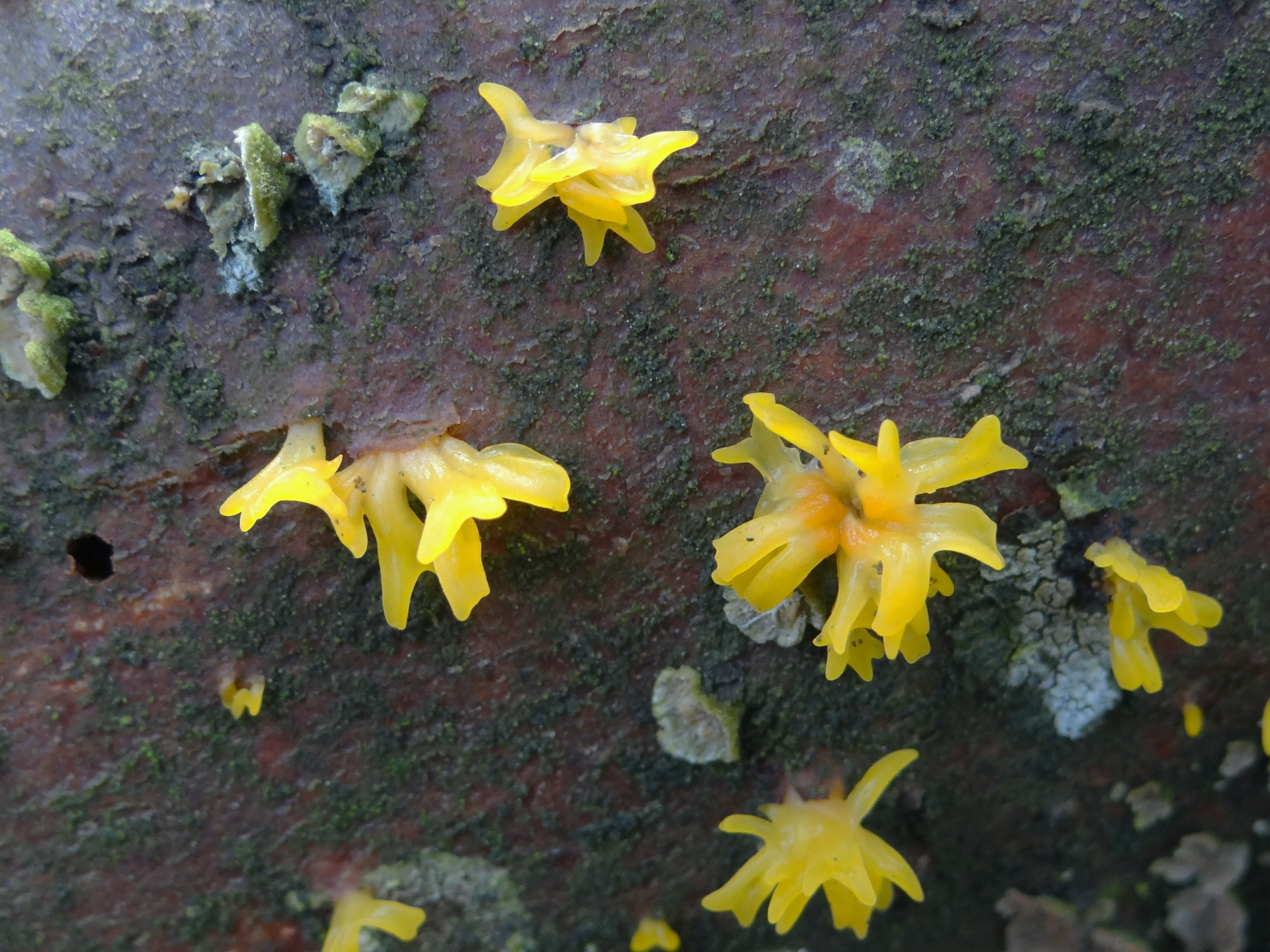
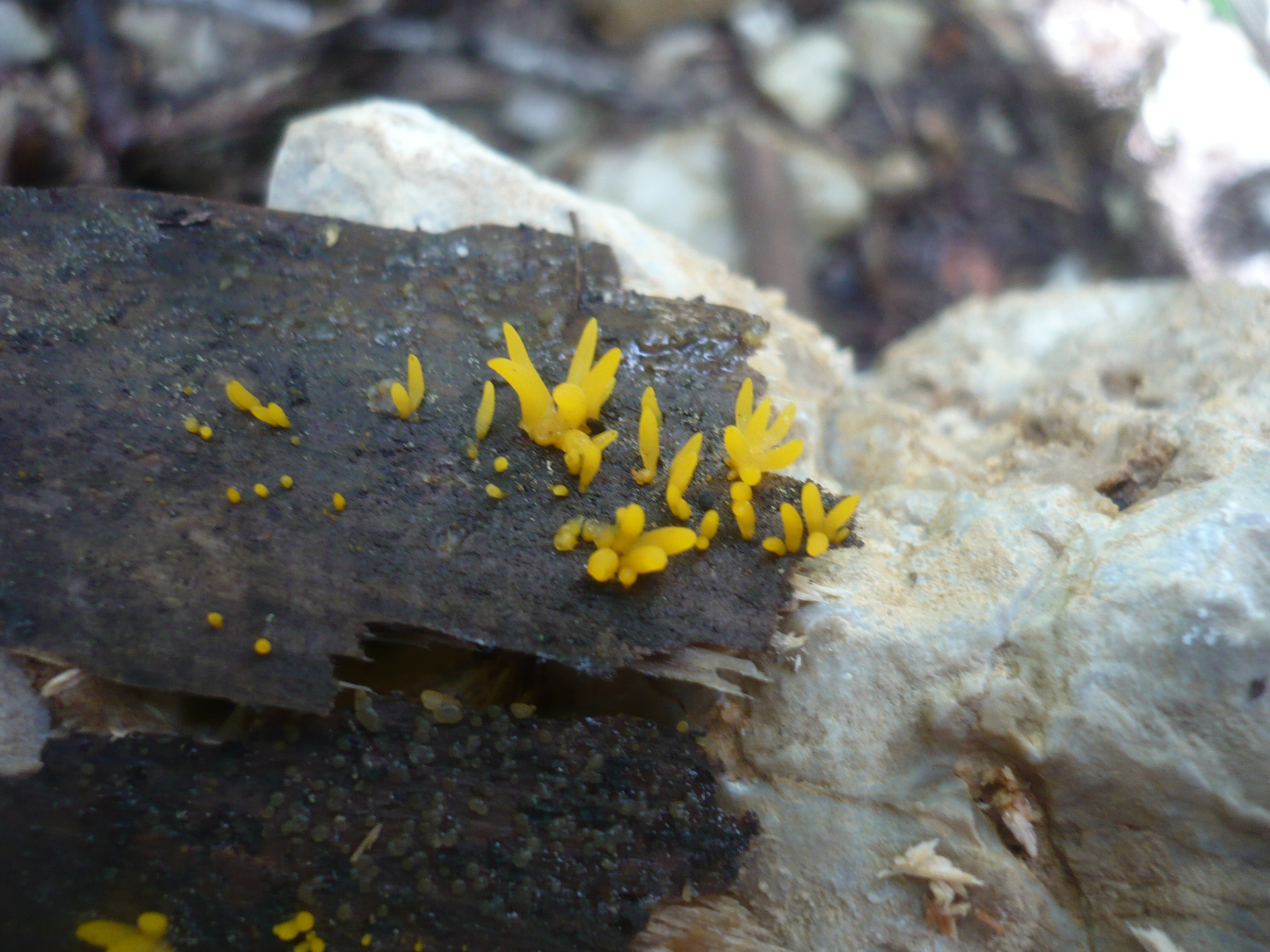

Nem ehető.